# Black Earth (condado de Dane, Wisconsin)
Black Earth es un pueblo ubicado en el condado de Dane en el estado estadounidense de Wisconsin. En el Censo de 2010 tenía una población de 483 habitantes y una densidad poblacional de 10,92 personas por km².

## Geografía
Black Earth se encuentra ubicado en las coordenadas 43°8′41″N 89°47′41″O / 43.14472, -89.79472. Según la Oficina del Censo de los Estados Unidos, Black Earth tiene una superficie total de 44.22 km², de la cual 44.13 km² corresponden a tierra firme y (0.21%) 0.09 km² es agua.

## Demografía
Según el censo de 2010, había 483 personas residiendo en Black Earth. La densidad de población era de 10,92 hab./km². De los 483 habitantes, Black Earth estaba compuesto por el 98.96% blancos, el 0% eran afroamericanos, el 0% eran amerindios, el 0.21% eran asiáticos, el 0% eran isleños del Pacífico, el 0.21% eran de otras razas y el 0.62% pertenecían a dos o más razas. Del total de la población el 1.66% eran hispanos o latinos de cualquier raza.